# Testa del Rutor
De Testa del Rutor (Frans: Tête du Rutor) is een 3486 meter hoge berg in de Italiaanse regio Aostavallei.
De berg maakt deel uit van het Rutormassief waartoe ook de Mont Paramont en Becca du Lac behoort die op de grens met Frankrijk ligt. De op de flank gelegen de Rutor-gletsjer, behoort tot de grootste in de Italiaanse Alpen. De vlakke ijsmassa doet meer denken aan een ijskap dan aan een gemiddelde gletsjer in de Alpen.
De klim naar de top duurt lang maar is technisch niet moeilijk. De normale route begint in La Thuile en gaat via het Rifugio Scavarda (2500 m) en de oostzijde van de gletsjer omhoog. De werkelijke top wordt weinig beklommen, meestal verkiezen klimmers een met een Mariabeeld bekroonde top op 15 minuten afstand van de werkelijke Testa del Rutor.

## Toppen van het Rutormassief
- Testa del Rutor (3486 m)
- Doravidi (3439 m)
- Becca du Lac (3396 m)
- Vedette (3332 m)
- Mont Paramont (3300 m)
- Grand Becca du Mont (3214 m)
- Grand Assaly (3174 m)
- Mont Fréduaz (2937 m)